# HMS Constance (1915)
HMS Constance là một tàu tuần dương hạng nhẹ thuộc lớp tàu tuần dương C của Hải quân Hoàng gia Anh Quốc được chế tạo trong giai đoạn Chiến tranh Thế giới thứ nhất, và thuộc về lớp phụ Cambrian. Lớp phụ này, vốn còn bao gồm HMS Cambrian, HMS Canterbury và HMS Castor, về căn bản dựa trên cấu trúc lườn của lớp phụ Caroline nhưng chỉ có hai ống khói và độ dày tối đa của đai giáp lên đến 102 mm (4 inch) thay vì 76 mm (3 inch) như của Carolines.
Constance được chế tạo bởi hãng Cammell Laird tại Birkenhead. Nó được đặt lườn vào ngày 25 tháng 1 năm 1915; được hạ thủy vào ngày 12 tháng 11 năm 1915; và được đưa ra hoạt động cùng Hải quân Hoàng gia vào tháng 1 năm 1916.
Trong chiến tranh Constance được phân về Hải đội Tuần dương nhẹ 4 thuộc Hạm đội Grand, và đã cùng các tàu chị em Canterbury và Castor tham gia trận Jutland vào ngày 31 tháng 5 và 1 tháng 6 năm 1916. Nó đã sống sót qua trận này cũng như cho cả cuộc chiến. Được xem là lạc hậu vào những năm 1930, nó bị bán vào ngày 8 tháng 6 năm 1936 cho hãng Arnott Young tại Dalmuir để được tháo dỡ.